# Nicotinammide adenina dinucleotide
Il nicotinammide adenina dinucleotide (a cui ci si riferisce spesso con la formula NAD o NADH, a seconda dello stato di ossidazione) o difosfopiridin nucleotide (DPN) è una biomolecola il cui ruolo biologico consiste nel trasferire gli elettroni, quindi nel permettere le ossido-riduzioni. È un coenzima ossidoriduttivo.

## La struttura

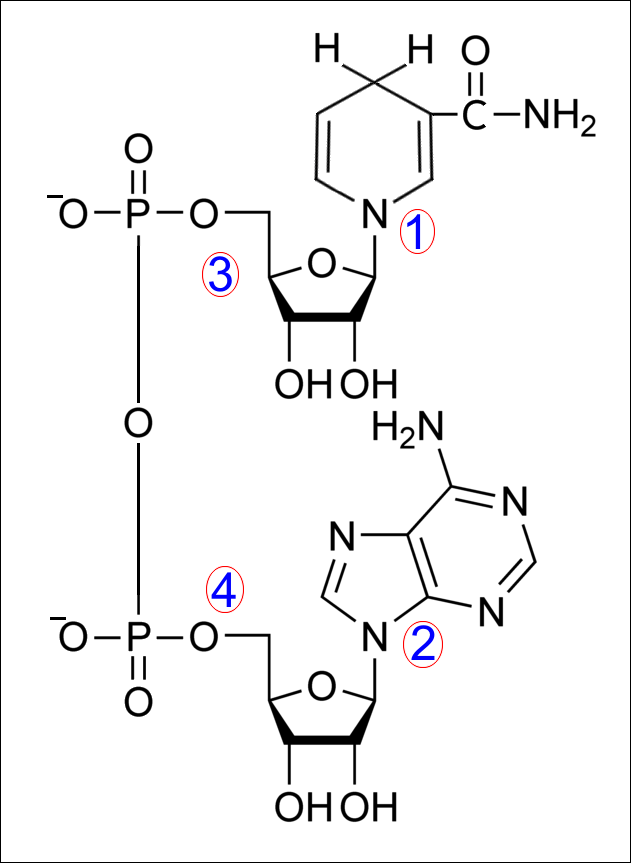
La molecola di NADH

La molecola di NAD è formata da 2 nucleotidi uniti mediante un legame fosfoanidridico tra i loro gruppi fosforici. I due nucleotidi sono composti ciascuno da un gruppo fosfato, legato in posizione 5' di uno zucchero ribosio, a sua volta legato a una base azotata. Le due basi azotate differiscono tra di loro, essendo una l'adenina (quella raffigurata più in basso nella figura e indicata col numero 2), e l'altra la niacinammìde, indicata con il numero 1. Quest'ultima, ammide della niacina, è conosciuta anche come nicotinammìde (o Vitamina PP, Pellagra-Preventing, o Vitamina B3) e derivata dalla piridina. È proprio questa struttura che svolge il ruolo biologico generale della molecola, potendo essa donare/accettare atomi d'idrogeno.
La NAD(P)H è un coenzima ossidoriduttivo facente parte della classe delle deidrogenasi insieme a FADH e TPP.

## Sigle
La molecola si trova solitamente abbreviata in NAD per indicare la forma ossidata e in NADH per la forma ridotta, a volte indicata anche come NADH2. Queste sigle, pur essendo meno precise, sono le più utilizzate in quanto più rapide e immediate da scrivere. Le sigle più corrette sono però NAD+ per la forma ossidata e NADH+H+ per la forma ridotta.

## Reazioni tipiche
Il NADH/NAD, come coenzima ossidoriduttivo, agisce nelle reazioni redox ovvero in reazioni di ossidazione e riduzione, partecipandovi. Le reazioni di ossidazione vedono impegnato il NAD+, in quanto riducendosi a NADH, riceve due elettroni e due protoni, ovvero due atomi d'idrogeno (di questi può trasportare solo 2 elettroni e 1 protone, per questo la forma di scrittura corretta sarebbe NADH+H+ ; un protone H+ viene perso nel citosol) dalla molecola substrato (generalmente indicata con la sigla SH2, dove S= substrato) e agevola quindi la sua ossidazione.
Mentre nella reazione di riduzione di un generico SH ad SH2, il coenzima si ossida da NADH a NAD+, donando due protoni e due elettroni. La reazione di ossidazione è la favorita, in quanto il sistema NAD/NADH ha un Potenziale redox pari a -0,32 Volt. Da notare che la forma ossidata del coenzima, NAD+, possiede l'anello nicotinammidico con aromaticità, mentre nel momento in cui si riduce, la perde. L'acquisto di aromaticità è quindi un passaggio favorito.
Generica riduzione di substrato (ossidazione del coenzima):
NADH + SH → NAD+ + SH2
Generica ossidazione di substrato (riduzione del coenzima):
NAD+ + SH2 → NADH + SH
Il NAD svolge il suo ruolo essenziale di trasferitore in numerosissime reazioni chimiche, quali alcune tappe della glicolisi o del ciclo di Krebs; i seguenti sono alcuni esempi:
gliceraldeide 3-fosfato + fosfato + NAD+ → 1,3-bisfosfoglicerato + NADH + H+ (glicolisi)
malato + NAD+ → ossalacetato + NADH + H+ (ciclo di Krebs)
È inoltre un cofattore largamente usato nella catalisi enzimatica di scala industriale per molti enzimi della classe ossidoreduttasi.

## Rigenerazione del NAD
Il NAD viene sintetizzato, nell'organismo, da tre diverse vie che coinvolgono, rispettivamente, l'acido nicotinico, la nicotinammide e l'acido chinolinico. Il NADP, invece, viene ottenuto attraverso il legame tra un gruppo fosfato e il gruppo OH del NAD.
Ogni cellula può ritrasformare il NAD ridotto (NADH) tramite la glicolisi o altre reazioni chimiche in NAD ossidato (NAD+) per poter fare in modo che le prime avvengano ancora; ciò succede in modo diverso in ogni cellula: mentre i Lactobacilli utilizzano, per esempio, la fermentazione lattica, i Saccharomyces adoperano quella alcolica.
piruvato + NADH + H+ → lattato + NAD+ (fermentazione lattica)
piruvato + NADH + H+ → etanolo + CO2 + NAD+ (fermentazione alcolica)
Nell'organismo umano gran parte del NADH+H viene riportato alla forma ossidata durante la respirazione cellulare, dove i due elettroni in eccesso vengono ceduti alla catena respiratoria mentre i due restanti ioni H+ vengono rilasciati verso la membrana mitocondriale, venendo poi utilizzati dall'ATP sintasi per produrre nuove molecole di ATP.

## Il NADP
Il NADP (nicotinammide adenina dinucleotide fosfato) ha la stessa struttura di base del NAD, con l'aggiunta di un gruppo fosfato esterificato al gruppo ossidrilico del carbonio 2' dell'adenosina. Mentre il NAD(H) è utilizzato perlopiù nei processi catabolici (ovvero nelle reazioni di ossidazione del metabolismo), il NADP(H) viene utilizzato nei processi anabolici (ovvero nelle reazioni riduttive del metabolismo), particolarmente nelle reazioni di biosintesi. Negli organismi fotosintetici il NADP(H) viene ottenuto durante i processi di fotofosforilazione e utilizzato nei processi di biosintesi dei carboidrati. Negli animali, mammiferi soprattutto, il NADP(H) viene ottenuto principalmente nella via dei pentoso fosfati.